# マジックチャンネル
『マジックチャンネル』は、BS11で2012年4月8日から2013年3月31日まで毎週日曜日17:30 - 17:45に放送されていたマジック（奇術）を題材としたバラエティ番組。全24回。

## 概要
日本人マジシャンのカズ・カタヤマがホストを務めるマジック番組。毎回カタヤマがクロースアップ・マジックを披露する。マジック講座では、実演したマジックの解説を番組後半で自ら行なう。
スタジオセットがテーブルセットのみというごくシンプルな作りで、マジックチャンネル・ガールズと呼ばれる女性タレントたちが観客としてテーブルを囲む。
2012年10月より第2シーズン開始。女性キャストが変更された。

## 出演者
ホスト
- カズ・カタヤマ

マジックチャンネル・ガールズ
| 第1期（#1-12） - 丸尾みゆき（#1-12） - 南綾（〃） - 奈沙（〃） - 片山萌美（#1-4,9-12） - 比嘉セリーナ（#1-8） - 平塚千瑛（#5-12） | 第2期（#13-24） - 丸尾みゆき（#13-24） - 北村静香（〃） - しらほしなつみ（〃） - 橋口未得（〃） - 南綾（#13-20） - 平塚千瑛(#21-24) |

アシスタント
- 申智善
- MASAYO（#5,18,20）

ゲストマジシャン
- Dr.レオン（#7）
- ケン正木（#9）- アシスタント：AZUSA
- ふじいあきら（#11）
- ナポレオンズ（#17）

## スタッフ
- 技術協力：クロステレビビジョン
- 美術協力：百景
- アイディア協力：ヒロ・サカイ(#21,22)
- プロデューサー：斉藤良（BS11）
- チーフプロデューサー：磯ヶ谷好章（BS11）
- エグゼクティブプロデューサー：魔法使い「晋ちゃん」
- 制作協力：JCTV
- 制作著作：BS11

## 放送リスト
| 第1シーズン | 第1シーズン   | 第1シーズン                                                                                   |
| 回          | 放送日        | - OPマジック - マジック講座 - メインマジック                                                  |
| ----------- | ------------- | --------------------------------------------------------------------------------------------- |
| 1           | 2012年 4月8日 | - 印刷されるカード - 消えるコイン - カードマジック                                            |
| 2           | 4月15日       | - 紙幣に変わる新聞紙 - 揃って現れるA - ロープマジック                                         |
| 3           | 4月22日       | - 変化するコイン - 脈拍の変化で当てるカード - シルクマジック                                  |
| 4           | 4月29日       | - 変化するカード - 相手の手からコインを抜き取る - カップ&ボール                               |
| 5           | 5月6日        | - 消えるハンカチ - つながるクリップ - 水と油(カードマジック)                                  |
| 6           | 5月13日       | - 切ったハンカチの復活 - 5枚目のカード - 以心伝心(メンタルマジック)                           |
| 7           | 5月20日       | - ハンカチからハト - 輪ゴムのジャンプ - Dr.レオン「お札の肖像が瞬間移動」他                   |
| 8           | 5月27日       | - ロゴの出現 - ペンを使ったマジック - コインの飛行                                            |
| 9           | 6月3日        | - カードがロゴに変化 - 指輪の念動 - ケン正木「夜桜お七」                                      |
| 10          | 6月10日       | - ケースを貫通するカード - ハンカチを貫通する安全ピン - スポンジボール                        |
| 11          | 6月17日       | - 黒板に現れる文字 - ペンを使ったマジック - ふじいあきら 「ハンカチにトランプの絵柄が出現」他 |
| 12          | 6月24日       | - 大きくなるハンカチ - ハンカチを振ると結び目が出来るマジック - これでもかっエレベーター      |

| 第2シーズン | 第2シーズン    | 第2シーズン                                                                    |
| 回          | 放送日         | - マジック講座 - マジシャン紹介 - メインマジック                               |
| ----------- | -------------- | ------------------------------------------------------------------------------ |
| 13          | 2012年 10月7日 | - お札抜き① - ロベール・ウーダン - エースの不可解な移動                        |
| 14          | 10月14日       | - お札抜き② - ハリー・フーディーニ - ロープとリング                            |
| 15          | 10月21日       | - コップ抜き - マックス・マリーニ - カードの飛行                               |
| 16          | 10月28日       | - コイン落とし - 松旭斎天勝 - ラーメンの予言                                   |
| 17          | 11月4日        | - スカーフの端を離さずに結ぶ - ナポレオンズのマジック                          |
| 18          | 11月4日        | - コップパズル - ハーラン・ターベル - コイン・マトリックス                     |
| 19          | 11月11日       | - ロープから脱出! - 色変わりのハンカチ                                         |
| 20          | 11月18日       | - ハガキをくぐり抜けろ! - 石田天海 - 仲の悪いカード                            |
| 21          | 11月25日       | - 電池抜き - ハワード・サーストン - レモンとハンカチ(デビルハンカチ)           |
| 22          | 12月9日        | - コインの穴通し - 松旭斎天一 - 霊魂のメッセージ(お化けハンカチ)               |
| 23          | 12月16日       | - 名刺をひっくり返せ - 程連蘇（チャン・リン・スー） - コイン・リンキングリング |
| 24          | 12月23日       | - 腕ひねり - チャニング・ポロック - 缶の中のカード                             |

アンコール放送（同時間帯）
- 2012年7月1日 - 9月30日（#1-12、#1,2）
- 2012年12月30日 - 2013年3月31日（#13-24、#13,14）

## 関連番組
近年のレギュラーマジック番組
- マジック王国 - カタヤマも出演
- Mr.マリック魔法の時間
- マギー審司のSmile Magic